# Нтиамоа, Брижит
Брижит Нтиамоа (фр. Brigitte Ntiamoah; род. 5 марта 1994, Мюлуз, департамент Верхний Рейн, Франция) — французская легкоатлетка ганского происхождения, специализирующаяся в спринтерском беге. Серебряный призёр чемпионата Европы 2016 года в эстафете 4×400 метров. Участница летних Олимпийских игр 2016 года.

## Биография
Мама Брижит в молодости также выступала в беге на короткие дистанции на исторической родине, в Гане. Впоследствии она переехала во Францию, где в городе Мюлуз её дочь сделала первые шаги в лёгкой атлетике.
Впервые выступила за сборную Франции на юношеском чемпионате мира в Лилле, став полуфиналисткой в беге на 400 метров.
В 2013 году выиграла серебряную медаль юниорского чемпионата Европы в эстафете 4×100 метров и заняла пятое место в финале бега на 200 метров.
Серьёзного прогресса добилась в 2015 году. Участвовала в чемпионате мира по эстафетам и командном чемпионате Европы, выиграла бронзовую медаль молодёжного первенства континента на дистанции 200 метров.
На чемпионате Европы 2016 года завоевала серебро в эстафете 4×400 метров. Участвовала в Олимпийских играх 2016 года, где вместе с командой не смогла выйти в финал эстафеты (10-е место в предварительных забегах).

## Основные результаты
| Год  | Турнир                          | Место проведения          | Дисциплина        | Место       | Результат |
| ---- | ------------------------------- | ------------------------- | ----------------- | ----------- | --------- |
| 2011 | Чемпионат мира среди юношей     | Лилль, Франция            | 400 м             | 23-е (1/2)  | 57,38     |
| 2011 | Чемпионат мира среди юношей     | Лилль, Франция            | шведская эстафета | 13-е (заб.) | 2.11,77   |
| 2011 | Европейский юношеский фестиваль | Трабзон, Турция           | 400 м             | 18-е (заб.) | 57,24     |
| 2013 | Чемпионат Европы среди юниоров  | Риети, Италия             | 200 м             | 5-е         | 23,97     |
| 2013 | Чемпионат Европы среди юниоров  | Риети, Италия             | эстафета 4×100 м  | 2-е         | 44,00     |
| 2013 | Чемпионат Европы среди юниоров  | Риети, Италия             | эстафета 4×400 м  | 7-е         | 3.40,21   |
| 2015 | Чемпионат мира по эстафетам     | Нассау, Багамские Острова | эстафета 4×200 м  | —           | DNF       |
| 2015 | Командный чемпионат Европы      | Чебоксары, Россия         | 200 м             | 7-е         | 23,53     |
| 2015 | Командный чемпионат Европы      | Чебоксары, Россия         | эстафета 4×100 м  | 6-е         | 43,84     |
| 2015 | Чемпионат Европы среди молодёжи | Таллин, Эстония           | 200 м             | 3-е         | 23,49     |
| 2015 | Чемпионат Европы среди молодёжи | Таллин, Эстония           | эстафета 4×400 м  | —           | DQ        |
| 2016 | Чемпионат Европы                | Амстердам, Нидерланды     | эстафета 4×400 м  | 2-е         | 3.25,96   |
| 2016 | Олимпийские игры                | Рио-де-Жанейро, Бразилия  | эстафета 4×400 м  | 10-е (заб.) | 3.26,18   |